# Marina Stanca
Marina Stanca (...) è un'ex schermitrice rumena, vincitrice di una medaglia di bronzo al Campionato mondiale di scherma 1967.

## Biografia
Era la figlia di un medico ed è diventata avvocato; nel 1977 fu ferita nel Terremoto di Vrancea, in cui morirono suo figlio e suo marito.

## Carriera
Insieme a Ileana Gyulai-Drîmbă-Jenei, Ana Derșidan-Ene-Pascu, Ecaterina Iencic-Stahl e Olga Orban-Szabo è stata medaglia di bronzo nel fioretto a squadre ai Mondiali del 1967 a Montreal.